# أبدنغسر (دابوي الجنوبي)
أبدنغسر (بالفارسية: آبدنگسر) هي قرية تقع في إيران في قسم دابوي الجنوبی الريفي. يقدر عدد سكانها بـ 304 نسمة .